# Partido judicial de Gandesa
El partido judicial de Gandesa  es uno de los 49 partidos judiciales en los que se divide la comunidad autónoma de Cataluña, siendo el partido judicial n.º 5  de la provincia de Tarragona.
El ámbito territorial, que viene regulado por el Real Decreto 529/1983, de 9 de marzo, comprende los municipios de:
Arnés, Ascó, Batea, Benisanet, Bot, Caseras, Corbera de Ebro, Pinell de Bray, Gandesa, Ginestar, Horta de San Juan, Fatarella, Miravet, Mora de Ebro, Puebla de Masaluca, Prat de Compte, Rasquera y Villalba de los Arcos.